# Landesregierung Anfinn Kallsberg II

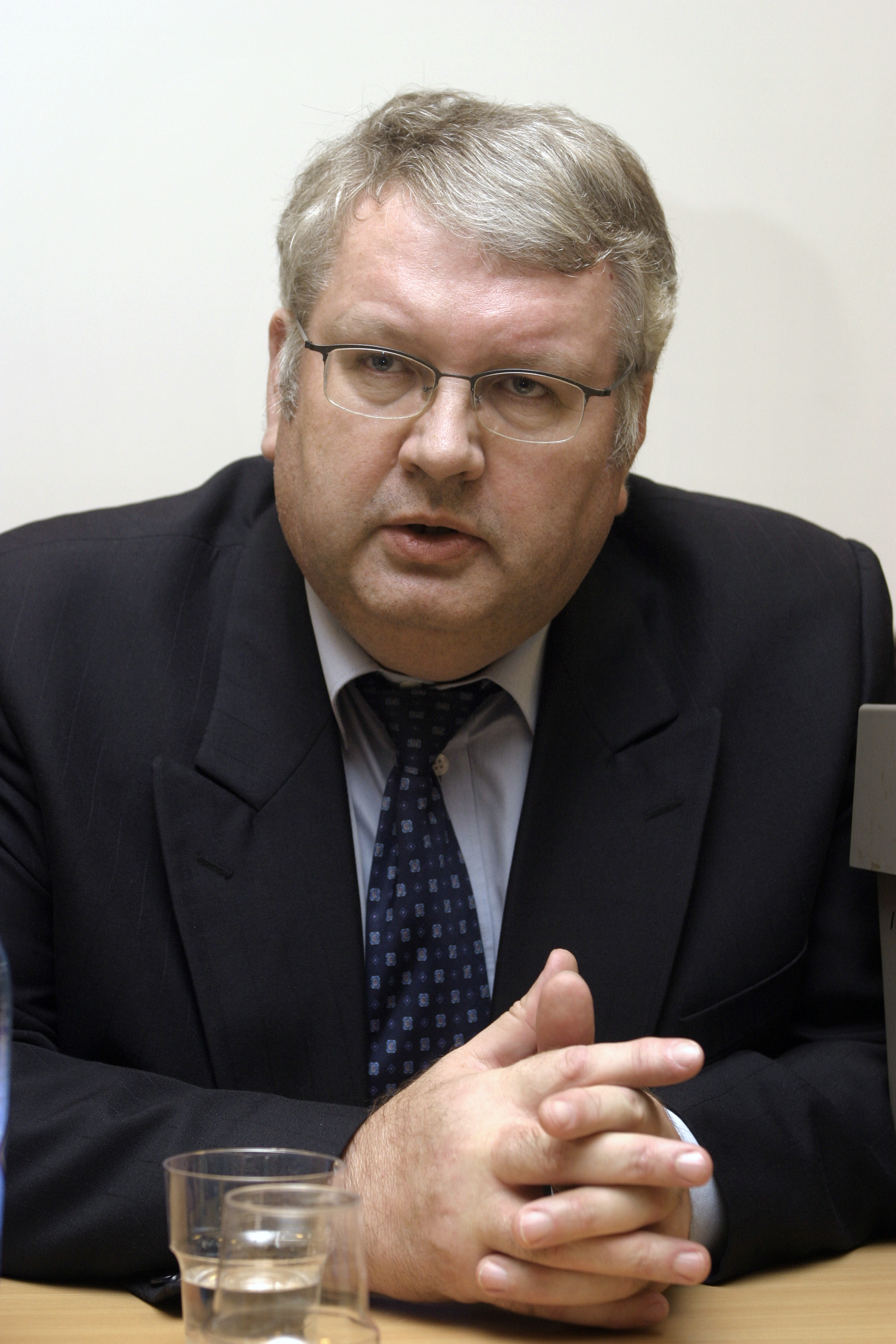
Anfinn Kallsberg

Die zweite Landesregierung mit Anfinn Kallsberg als Ministerpräsident an der Spitze war zugleich die 21. Regierung der Färöer nach Erlangung der inneren Selbstverwaltung (heimastýri) im Jahr 1948.

## Regierung
Die Regierung wurde am 6. Juni 2002 gebildet und bestand bis zum 3. Februar 2004. Sie setzte sich aus einer Viererkoalition von Fólkaflokkurin, Tjóðveldisflokkurin, Sjálvstýrisflokkurin und Miðflokkurin zusammen.
Anfinn Kallsberg vom Fólkaflokkurin führte als Ministerpräsident die Regierung an. Darüber hinaus war er auch für Regierungsform und Äußeres zuständig. Høgni Hoydal vom Tjóðveldisflokkurin war bis zum 5. Dezember 2003 stellvertretender Ministerpräsident und Minister für Selbstverwaltung und Justiz. Ab dem 5. Dez. 2003 übernahm Anfinn Kallsberg vom Fólkaflokkurin diese Aufgaben.
Jørgen Niclasen vom Fólkaflokkurin war bis zum 14. Jan. 2003 Minister für Fischerei. Er wurde zunächst von Anfinn Kallsberg und dann ab dem 17. Febr. 2003 von Jacob Vestergaard, ebenfalls Fólkaflokkurin, abgelöst.
Annlis Bjarkhamar vom Tjóðveldisflokkurin war bis zum 4. März 2003 Ministerin für Kultur. Anfinn Kallsberg übernahm ihre Aufgaben für zwei Tage. Am 6. März 2003 übernahm Høgni Hoydal auch das Kulturministerium. Am 17. September 2003 wurde Annita á Fríðriksmørk, ebenfalls vom Tjóðveldisflokkurin, neue Ministerin für Kultur. Am 5. Dez. 2003 übernahm erneut Anfinn Kallsberg vom Fólkaflokkurin die Verantwortung für das Ministerium.
Karsten Hansen vom Tjóðveldisflokkurin war Minister für Finanzen und Wirtschaft. Ab dem 5. Dez. 2003 übernahm Anfinn Kallsberg auch diese Aufgabe.
Bjarni Djurholm vom Fólkaflokkurin Minister für Gewerbe (ohne Öl und Umwelt),
Eyðun Elttør vom Sjálvstýrisflokkurin Minister für Öl und Umwelt,
Bill Justinussen vom Miðflokkurin Minister für Familie und Gesundheit und schließlich Páll á Reynatúgvu vom Tjóðveldisflokkurin Minister für Soziales. Auch dieses Ministerium übernahm Anfinn Kallsberg am 5. Dez. 2003.
Die Landesregierung Anfinn Kallsberg II war eine Folge des Ergebnisses der Løgtingswahl 2002, in der die Regierungskoalition zwei Sitze verloren hatte und deshalb den Miðflokkurin in die Koalition aufnehmen musste, um weiter regieren zu können.
Bereits 2003 kam es zu einer Regierungskrise, in deren Folge sich der Tjóðveldisflokkurin am 5. Dezember 2003 aus der Regierung zurückzog und im weiteren Verlauf für Januar 2004 vorgezogene Neuwahlen (Løgtingswahl 2004) angesetzt werden mussten.

## Mitglieder
Mitglieder der Landesregierung Anfinn Kallsberg II vom 6. Juni 2002 bis zum 3. Februar 2004:
| Aufgabenbereich                                           | Minister                                        | Minister | Partei                   |
| --------------------------------------------------------- | ----------------------------------------------- | -------- | ------------------------ |
| Ministerpräsident (Løgmaður) Regierungsform und Äußeres   | Anfinn Kallsberg                                |          | A – Fólkaflokkurin       |
| Stellvertr. Ministerpräsident Selbstverwaltung und Justiz | Høgni Hoydal bis zum 5. Dez. 2003               |          | E – Tjóðveldisflokkurin  |
|                                                           | Anfinn Kallsberg ab dem 5. Dez. 2003            |          | A – Fólkaflokkurin       |
| Fischerei                                                 | Jørgen Niclasen bis zum 14. Jan. 2003           |          | A – Fólkaflokkurin       |
|                                                           | Anfinn Kallsberg ab dem 14. Jan. 2003           |          | A – Fólkaflokkurin       |
|                                                           | Jacob Vestergaard ab dem 17. Febr. 2003         |          | A – Fólkaflokkurin       |
| Kultur                                                    | Annlis Bjarkhamar bis zum 4. März 2003          |          | E – Tjóðveldisflokkurin  |
|                                                           | Anfinn Kallsberg ab dem 4. März 2003            |          | A – Fólkaflokkurin       |
|                                                           | Høgni Hoydal ab dem 6. März 2003                |          | E – Tjóðveldisflokkurin  |
|                                                           | Annita á Fríðriksmørk ab dem 17. September 2003 |          | E – Tjóðveldisflokkurin  |
|                                                           | Anfinn Kallsberg ab dem 5. Dez. 2003            |          | A – Fólkaflokkurin       |
| Finanzen                                                  | Karsten Hansen                                  |          | E – Tjóðveldisflokkurin  |
|                                                           | Anfinn Kallsberg ab dem 5. Dez. 2003            |          | A – Fólkaflokkurin       |
| Gewerbe (ohne Öl und Umwelt)                              | Bjarni Djurholm                                 |          | A – Fólkaflokkurin       |
| Öl und Umwelt                                             | Eyðun Elttør                                    |          | D – Sjálvstýrisflokkurin |
| Familie und Gesundheit                                    | Bill Justinussen                                |          | H – Miðflokkurin         |
| Soziales                                                  | Páll á Reynatúgvu bis zum 5. Dez. 2003          |          | E – Tjóðveldisflokkurin  |
|                                                           | Anfinn Kallsberg ab dem 5. Dez. 2003            |          | A – Fólkaflokkurin       |